# Animalario (grupo de teatro)
Animalario es un grupo teatral y productor privado de artes escénicas español, ubicado en Madrid desde su fundación en 1997.

## Historia
La historia del grupo teatral Animalario comienza en 1996, cuando los actores Alberto San Juan, Guillermo Toledo, Nathalie Poza y Ernesto Alterio forman la compañía Ración de Oreja, con la que presentan el montaje Animalario, que sería el primer texto como autor de Alberto San Juan.
Mientras representan Animalario conocen a Andrés Lima, fundador de la compañía Riesgo, y su afinidad en la manera de ver el teatro les lleva a realizar un nuevo montaje uniendo sus respectivas compañías: Qué te importa que te ame.
Un año más tarde, con los dos grupos ya unificados, adoptan el nombre de Animalario para denominar a la compañía y estrenan 'El fin de los sueños', escrita también por Alberto San Juan obteniendo el Premio Max de las Artes Escénicas al mejor espectáculo revelación.
En 2001 deciden hacer un montaje con siete textos cortos escritos por Alberto San Juan, Juan Mayorga y Juan Cavestany bajo el título de Tren de mercancías huyendo hacia el Oeste. Siete piezas, siete. Este mismo año se estrena también Pornografía barata, escrita y dirigida por Andrés Lima.
El grupo fue el encargado de crear la ceremonia de la XVII edición de los Premios Goya, copresentada el 1 de febrero de 2003 por Alberto San Juan y Guillermo Toledo.
En febrero de 2003 estrenan el montaje Alejandro y Ana: todo lo que España no pudo ver del banquete de boda de la hija del presidente, de Juan Mayorga y Juan Cavestany, coproducido con Vania Produccions. El espectáculo se representaba en salones de bodas. En 2004 obtuvo el Premio Max al mejor espectáculo de teatro y a la mejor empresa de producción. Además de estos dos premios, también fue nominado al mejor texto teatral. El espectáculo giró por toda España durante más de dos años, superando las 350 representaciones.
Su siguiente espectáculo, estrenado en 2004 en el Nuevo Teatro Alcalá de Madrid, fue Últimas palabras de Copito de Nieve, de Juan Mayorga, con dirección de Andrés Lima y coproducido con Vania Produccions. Obtuvo los Premios Chivas 2005 de Teatro al mejor espectáculo, texto y dirección.
El siguiente montaje, Hamelin, de nuevo con texto de Juan Mayorga y dirección de Andrés Lima, se estrenó en 2005 en el Teatro de La Abadía de Madrid, coproductor junto a Vania Produccions. Obteniendo varios premios: Premio Nacional de Teatro 2005 concedido por el Ministerio de Cultura. El jurado le concedió a Animalario el galardón por su montaje de la obra Hamelin, de Juan Mayorga, en reconocimiento del compromiso ético y estético que esta propuesta escénica comporta. Además, Hamelin ha sido galardonada también en la edición de los Premios Max 2006 con 4 premios MAX de las artes escénicas: Mejor Espectáculo, Mejor Autor, Mejor Director y Mejor Empresario Privado.
En el 2007, coproducen con el Centro Dramático Nacional un montaje de Marat/Sade de Peter Weiss, en versión de Alfonso Sastre. El espectáculo es finalista en 6 categorías en la XI edición de los Premios Max: Mejor Espectáculo de Teatro: Animalario-Centro Dramático Nacional, Mejor Adaptación de Obra Teatral: Alfonso Sastre, Mejor Director de Escena: Andrés Lima, Mejor Figurinista: Beatriz San Juan, Mejor Actor Protagonista: Alberto San Juan y Mejor Empresario o Productor Privado de Artes Escénicas: Animalario. Obtuvo los premios en las categorías de: Mejor Empresario o Productor Privado de Artes Escénicas, Mejor Director de Escena y Mejor Espectáculo de Teatro.
Por esta obra Animalario obtiene también el premio Chivas Telón a la mejor Productora y Nathalie Poza obtiene el de mejor actriz. También obtiene el Premio Ercilla en la categoría de mejor espectáculo teatral.
En diciembre de 2007, Andrés Lima dirige Argelino, servidor de dos amos, una versión escrita por él y Alberto San Juan de la obra Arlequino servidor de dos amos de Carlo Goldoni. Se representa en el Teatro de La Abadía en coproducción con Animalario. El reparto del montaje lo conforman, entre otros, Elisabet Gelabert, en el papel de Clarisa; Javier Gutiérrez, como Argelino; Alberto Jiménez, quien interpreta a Pantalone; y Rosa Manteiga como Beatriz.
En septiembre de 2008 estrenaron en el Teatro Valle-Inclán de Madrid la obra Urtain, escrita por Juan Cavestany sobre la vida del boxeador español José Manuel Ibar "Urtain". El montaje, coproducido con el Centro Dramático Nacional, fue dirigido por Andrés Lima y protagonizado por Roberto Álamo. La obra fue la ganadora absoluta de la XIII edición de los Premios Max, al lograr 9 de los 12 galardones a los que optaba, entre ellos los de mejor espectáculo, mejor director (Andrés Lima) y mejor actor protagonista (Roberto Álamo). La obra estuvo de gira durante un año por toda España.
El 8 de julio de 2009 estrenaron, en el Festival de Mérida, la obra Tito Andrónico, de William Shakespeare. Dirigida por Andrés Lima y protagonizada por Alberto San Juan, Javier Gutiérrez, Nathalie Poza y Fernando Cayo, pasará después al Festival Internacional de Teatro Clásico de Almagro, a las Naves del Matadero del Teatro Español de Madrid y al Teatro Lope de Vega (Sevilla) de Sevilla.
En enero de 2011 estrenan en las Naves del Teatro Español en el Matadero de Madrid Penumbra, un texto de Juan Cavestany y Juan Mayorga, dirigido por Andrés Lima.
El 19 de enero de 2012 estrenan El montaplatos, de Harold Pinter, en las Naves del Matadero del Teatro Español, interpretada por Alberto San Juan y Guillermo Toledo, en coproducción con el Birmingham Repertory Theatre.

## Características
Animalario tiene ante todo vocación de equipo. Antes de iniciar los ensayos de las obras que representa, suele emprender talleres de investigación colectivos en los que participan todos los miembros de la compañía. Por ejemplo, para preparar el montaje de la obra Marat-Sade, los actores y el director Andrés Lima realizaron talleres de teatro con los pacientes de un hospital psiquiátrico madrileño y con las reclusas de una cárcel de mujeres.
Animalario no tiene una compañía estable, pero muchos nombres conocidos de la escena teatral española llevan años colaborando con ellos, entre ellos:
| - Alberto San Juan - Guillermo Toledo - Nathalie Poza - Ernesto Alterio - Roberto Álamo - Javier Gutiérrez - Luis Bermejo | - Fernando Tejero - Tomás Pozzi - Pilar Castro - Javivi - Miguel Malla - Beatriz San Juan - Diego Paris - Secun de la Rosa | - Blanca Portillo - Gonzalo de Castro - Pedro Casablanc - Lola Casamayor - Encarna Breis - Luz Valdenebro - Noelia Castaño - Miguel Rellán |

- Los siguientes actores/actrices son simpatizantes de:
  - Alberto San Juan, Guillermo Toledo, Nathalie Poza y Ernesto Alterio.
    - En la actualidad Unidas Podemos, Sumar (coalición) o equivalente, Comisiones Obreras o equivalente. Anteriormente apoyaron a Plataforma de Apoyo a Zapatero.[2]

## Piezas representadas
- Animalario (1996)
- Bonitas Historias de entretenimiento sobre la humillación cotidiana de existir (1996)
- Pornografía barata (1997)
- Qué te importa que te ame (2000)
- El fin de los sueños (2001)
- Tren de mercancías huyendo hacia el oeste. Siete piezas, siete (2001)
- Alejandro y Ana (2003)
- Las últimas palabras de Copito de Nieve (2004)
- Hamelin (2005)
- Marat Sade (2007)
- Argelino, servidor de dos amos (2007)
- Hamelin (2008)
- Urtain (2008 - 2010)
- Baile. Sólo Parejas (2009)
- Tito Andrónico (2009)
- Penumbra (2011)
- El montaplatos (2012)